# Paul Wormser
Paul Albert Wormser (* 11. Juli 1905 in Colmar; † 17. August 1944 in Sainte-Radegonde) war ein französischer Degenfechter.

## Leben
Paul Wormser nahm an den Olympischen Spielen 1936  in Berlin teil, bei denen er mit der Mannschaft die Finalrunde erreichte. In dieser unterlag die französische Equipe zwar Italien und Schweden, setzte sich aber im Gefecht um den dritten Rang gegen Deutschland durch. Mit Georges Buchard, Philippe Cattiau, Henri Dulieux, Michel Pécheux und Bernard Schmetz erhielt Wormser die Bronzemedaille.
Als der Zweite Weltkrieg ausbrach, arbeitete Wormser als Zahnarzt in Colmar. Er kämpfte bis zu deren Demobilisierung in den französischen Streitkräften und versteckte sich im Anschluss in der Nähe von Saint-Geniez-d’Olt. Nachdem er sich am 17. Juli 1944 bereit erklärt hatte, verwundete Widerstandskämpfer zu versorgen, wurde er nur zwei Tage später von der Waffen-SS in Lassouts festgenommen. Bei ihrem Rückzug aus Rodez am 17. August 1944 nahm die Waffen-SS insgesamt 30 Gefangene mit, darunter Wormser, die sie bei Sainte-Radegonde erschoss.